# Johann Heinrich August Schulze
Johann Heinrich August Schulze (* 24. April 1755 in Nordhausen; † 14. August 1803 in Blankenburg (Harz)) war ein deutscher evangelischer Geistlicher, Altphilologe und Pädagoge.

## Leben
Nach Beendigung seiner akademischen Laufbahn war er eine Zeit lang Konrektor in Helmstedt und Koventuale des Klosters Mariental. Später wurde er Rektor in Zellerfeld, dann in Osterode am Harz, von wo aus er als Garnisonsprediger nach Blankenburg berufen wurde. Zugleich wurde er Rektor des dortigen Gymnasiums, herzoglich braunschweigerischer Konsistorialrat, Prior des Klosters Michaelstein, Vizesuperintendent und ab 1802 Superintendent in Blankenburg.
Schulz war zu seiner Zeit wenig geachtet. Nur sehr wenige Personen suchten zu ihm Kontakt. Sein bedeutendstes Werk war das Lehrbuch der christlichen Religion für die oberen Schulklassen, das mehrere Auflagen erlebte. Auch seine Enzyklopädie der lateinischen Klassiker zu den dramatischen Werken des Seneca, Plautus und Terenz fand später eine weite Beachtung.

## Publikationen
- Probe einer Uebersetzung von Seneka's physikalischen Untersuchungen, eine Einladungsschrift. Göttingen
- Dialogus de oratioribus sive de causis corruptae eloquentiae, vulgo Tacito inscriptus adjecit, adnotatione selecta aliorum et sua illustravit. Leipzig 1788
- Lykurg's Rede wider Leokrates, griechisch, recensiert und mit Anmerkungen, zum Gebrauch der Schulen herausgegeben. Braunschweig 1789
- Kurze historische Erläuterung des jetzigen Königl. Großbrittanischen und Churfürstl. Braunschweig-Lüneburgischen Wappens, zum Denkmal seiner Mitfreunde über die Genesung Georgs III. Claustal 1789
- Psyche, ein Feenmärchen des Apulejus, lateinisch, mit Anmerkungen. Göttingen 1789
- Lehrbuch der Religion nach Grundsätzen der Vernunft und des Christenthums, hauptsächlich zum Unterricht in den oberen Schulclassen. Leipzig 1789, 1795, 1814
- Encyclopedie der lateinischen Classiker. 1. Teil Ausgesuchte Schauspiele aus dem Plautus und Seneka. Braunschweig 1790; 2. Teil Ausgesuchte Schauspiele aus dem Terenz. Braunschweig 1790
- Erklärende Anmerkungen zu der Encyclopädie der lateinischen Classiker. Braunschweig 1790
- Ueber die Blankenburger Stadtschule und deren veränderte Einrichtung. Blankenburg 1792
- Die Theilnahme an fremder Noth, als Menschenpflicht empfohlen in einer Predigt am Morgen nach der gänzlichen Zerstörung der Stadt Hasselfelde, nebst Vorbericht. Helmstedt 1794
- Predigten zur Beförderung christlicher Gesinnungen und Kenntnisse. Leipzig 1794
- Patriotischer Aufruf und herzliche Bitte um baldige Errichtung einer zweckmäßigen und höchst nothwendigen Gesinde-Polizei. Helmstedt 1798
- Confirmationshandlung, vollzogen in der Klosterkirche zu Michaelstein. Braunschweig und Helmstedt 1799